# Черниговский коллегиум
Черниговский коллегиум (укр. Чернігівський колегіум, лат. Collegium Czernichoviensis; также — Малороссийский коллегиум и Черниговская Училищная Коллегия) — первое в Российском царстве учебное заведение полного среднего и, впоследствии, высшего духовного образования, учреждённое на левом берегу Днепра. В период наивысшего расцвета коллегиум стал крупным образовательным и интеллектуальным центром и снискал в России славу «Черниговских Афин». В историографии Черниговский коллегиум считается одним из «первых отпрысков» Киево-Могилянского коллегиума.
Памятник архитектуры национального значения, согласно Постановлению Совета министров УССР от 24 августа 1963 года № 970 с охранным № 813 под названием Коллегиум.
Коллегиум в Чернигове в 1700 году учредил на основе славяно-латинской и славяно-математической начальных школ Новгорода-Северского архиепископ Черниговский и Новгород-Северский Иоанн Максимович Васильковский на средства гетманской канцелярии Ивана Мазепы в соответствии с указом царя Петра Великого об «учинении коллегиумов» с целью просвещения.
Здание коллегиума построено в стиле казацкого барокко.

## Месторасположение
Коллегиум находится в центре Чернигова, на краю вала бывшей крепости, рядом с Борисоглебским собором.

## История коллегиума
Коллегиум был основан в 1700 году Иоанном Максимовичем Васильковским, архиепископом Черниговским и Новгород-Северским, а впоследствии, архиепископом Тобольским. Первоначально Черниговский коллегиум носил название Малороссийский коллегиум. В Черниговский коллегиум были включены школы Лазаря Барановича (славяно-латинская и славяно-математическая), переведённые из Новгорода-Северска в Чернигов в 1689 году. Славянская школа изначально размещалась в Борисоглебском монастыре. Под коллегиум было отведено здание монастырской трапезной (центральная часть корпуса — первый этаж), построенное во второй половине XVII века.
В 1700—1702 гг. над западной частью корпуса была возведена двухъярусная башня-колокольня. Нижний ярус предназначался для звонов, в верхнем размещалась церковь Иоанна Богослова. В это же время ведется строительство и всей восточной части корпуса со вторым этажом, надстроенным над трапезной. Здесь разместились большой трапезный зал и церковь «Всех святых».
В коллегиуме в грамматических классах изучались языки: латынь, польский, церковнославянский, и впоследствии, с 30-х годов XVIII века, русский. Изначально в коллегиуме было открыто четыре класса, в которых преподавали грамматику и синтаксис на латинском и польском языках. Латинские курсы риторики, поэтики и философии преподавались только после прохождения грамматических классов. Полный курс обучения занимал шесть лет.
Первое время было только два преподавателя и префект, с 30-х годов, учителей стало трое. Состав учащихся был всесословным: В коллегиуме обучались не только дети духовенства, но также дворян, мещан и казаков, как и в Киево-Могилянской академии. К середине 30-х годов в Черниговском коллегиуме поэтика ещё не была выделена в отдельный класс, а излагалась вместе с риторикой, логикой и диалектикой одним учителем, а именно префектом. В курсах поэтики и риторики изучали теоретические основы античной поэзии и красноречия, учились писать поэтические произведения на латинском и польском языках, составлять и произносить речи, панегирики, проповеди и т. д. Начиная с 40-х гг. XVIII века появляются также речи на русском языке.
Согласно академической традиции, существовавшей ещё в Киево-Могилянской академии, в Черниговском коллегиуме каждый преподаватель поэтики, риторики и философии должен был подготовить свой собственный курс лекций, который он диктовал студентам. До наших дней сохранилось лишь незначительное количество рукописных курсов из Черниговского коллегиума. Подробная опись курсов Черниговского коллегиума впервые была проведена историком Н. И. Петровым.
В 1705 году в коллегиуме вышло в свет собрание силлабических стихов Зерцало от Божественного писания.
В 1716 году преподаватели коллегиума перевели историю Рима Тита Ливия на церковнославянский язык.
В 1717 году учитель Черниговского коллегиума архимандрит Троице-Ильинского монастыря Герман Кононович впервые в Чернигове осуществил издание Нового Завета. В нём он прокомментировал туманные для читателя места из Нового Завета.
В 1749 году по инициативе Амвросия Дубневича был открыт философский класс, который за неимением места стали преподавать в трапезном зале. Философия вместе со следующим за ним курсом богословия составляла более высокую ступень наук superiora, чем курс риторики, предварявший философию. Философия изучалась два года. Со второй половины XVIII века в коллегиуме появились курсы немецкого, греческого и французского языков, арифметики, геометрии и планиметрии.
В 1784—1786 гг. произошла реорганизация черниговского коллегиума в Черниговскую духовную семинарию. При ней был организован музей церковной старины и церковно-археологическая комиссия. Преподаватели семинарии занимались научной работой, публиковались в «Черниговских епархиальных известиях» и журнале «Вера и жизнь».
В конце XVIII века начинаются перестройки здания в связи с размещением в нём присутственных мест.
В XIX веке во время перестройки уничтожается весь фасадный декор здания, стены гладко штукатурятся.
В 1891 году с западной стороны пристраиваются сени с крыльцом в русском стиле.
Далее последовали перестройки для приспособления здания под жилье.
В 1951—1953 гг. памятник был отреставрирован.
В 1970—1980 гг. проводилась очередная реставрация здания.
В настоящее время Черниговский коллегиум входит в состав Национального архитектурно-исторического заповедника «Чернигов стародавний».

### Список префектов иеромонахов Черниговского коллегиума[9]
1. Антоний Стаховский (1700—1709)
2. Иоанн Дубинский (1721, 1724—1725)
3. Иустин Богуславский (1722)
4. Фаддей Кокуйлович (1722, 1723—1724)
5. Дмитрий Смяловський (1726—1727)
6. Варлаам Демчинский (1727—1728)
7. Ефрем Болдинский (1727, 1729—1730)
8. Мелетий Жураковский (1730—1731)
9. Товия Сморжевский (1732—1734)
10. Иосаф Липьяцкий (1735—1737)
11. Софроний Зиминский (1737—1739)
12. Панкратий Черниский (1739—1742)
13. Симон Борецкий (1742—1744)
14. Иона Нарожницкий (1744—1748)
15. Сильвестр Новопольский (1749—1752)
16. Гавриил Огинский (1753—1756)
17. Иеремия Гусаревский (1756—1758)
18. Петроний Ганкевич (1759—1761)
19. Патрикий Котельнецкий (1761—1768)
20. Каллист Звенигородский (1769—1776)
21. Иона Левицкий (1776—1778)
22. Палладий Лукашевич (1778—1782)
23. Давид (1783—1786)

## Архитектурный облик[10]
Здание представляет собой вытянутый прямоугольник в плане, ориентированный с запада на восток. Над западной частью здания расположена колокольня.
Длина здания с пристроенными сенями и крыльцом 48 м. Высота колокольни 40 м.
Кладка выполнена из желобчатого кирпича, кладка фундамента и цоколя — из огромных валунов.
Перекрытия первоначальной постройки сводчатые и плоские. Перекрытия церкви Иоанна Богослова — сомкнутый свод с гуртами, украшенными тягами с бусинами, на своде — лепной орнамент. Перекрытия остальных помещений сомкнутыми и полуциркульными сводами с распалубками. В церкви Всех Святых утрачены купола, но сохранилась опорная часть большого барабана и паруса в апсиде.
Фасад богато декорирован пилястрами, трехчетвертными колоннами, нишами, поребриком, вставками изразцов, колончатым аркатурным поясом. Обрамление окон выполнено наличниками, колоннами и кокошниками различной формы.
Фриз колокольни имеет лепные розетки и керамические сюжетные рельефы.
Архитектура и декор коллегиума — яркий образец украинского барокко, памятник национального значения.

## Галерея

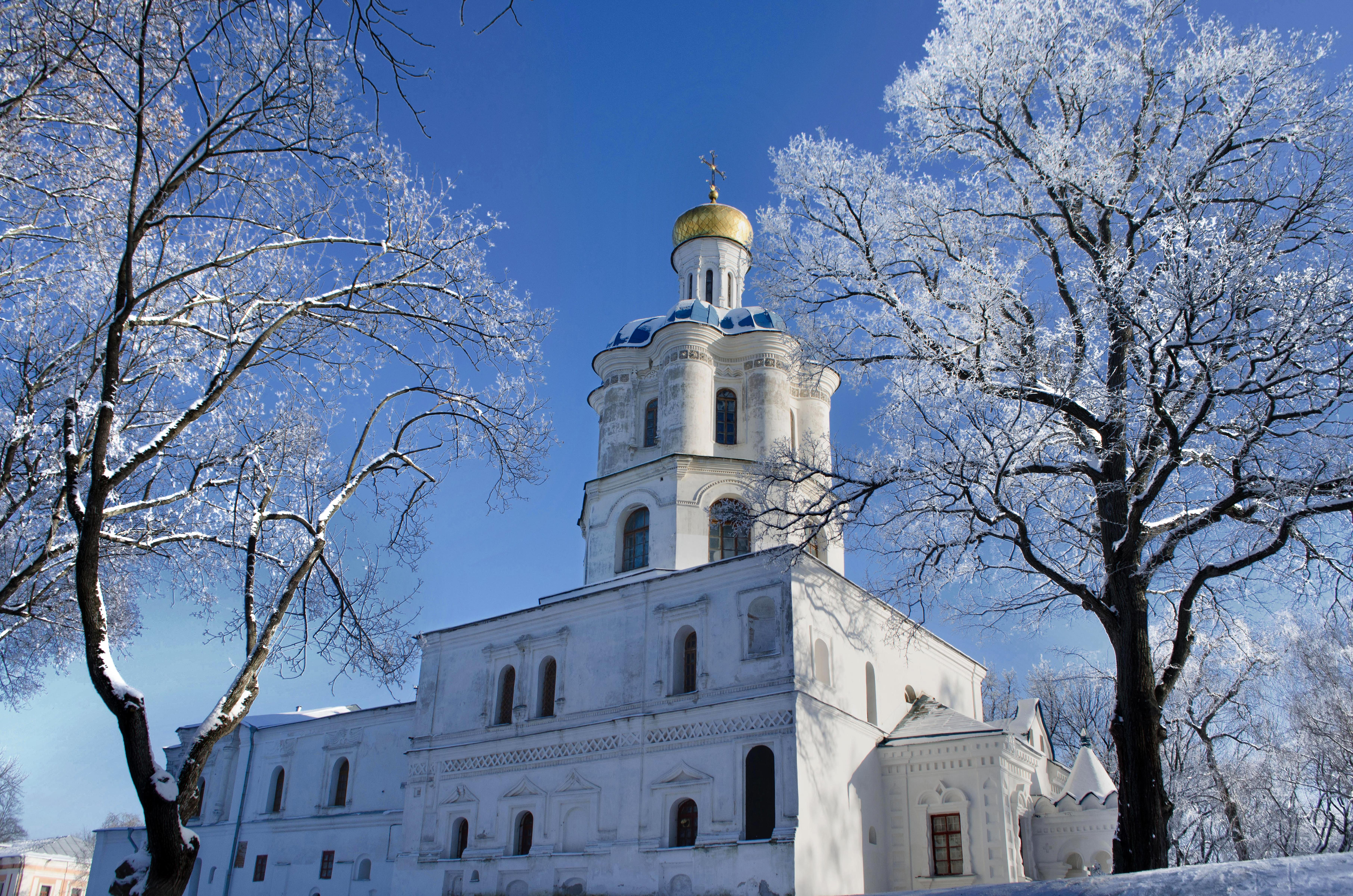
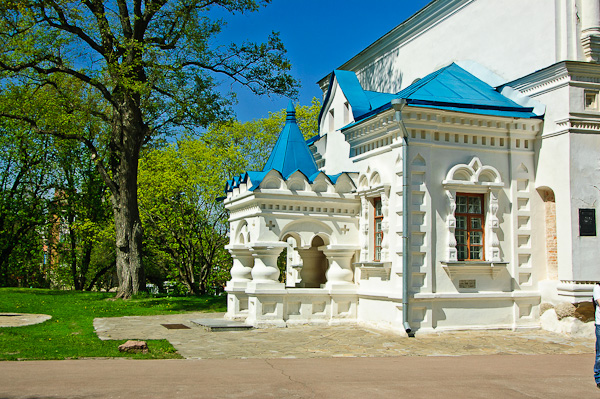
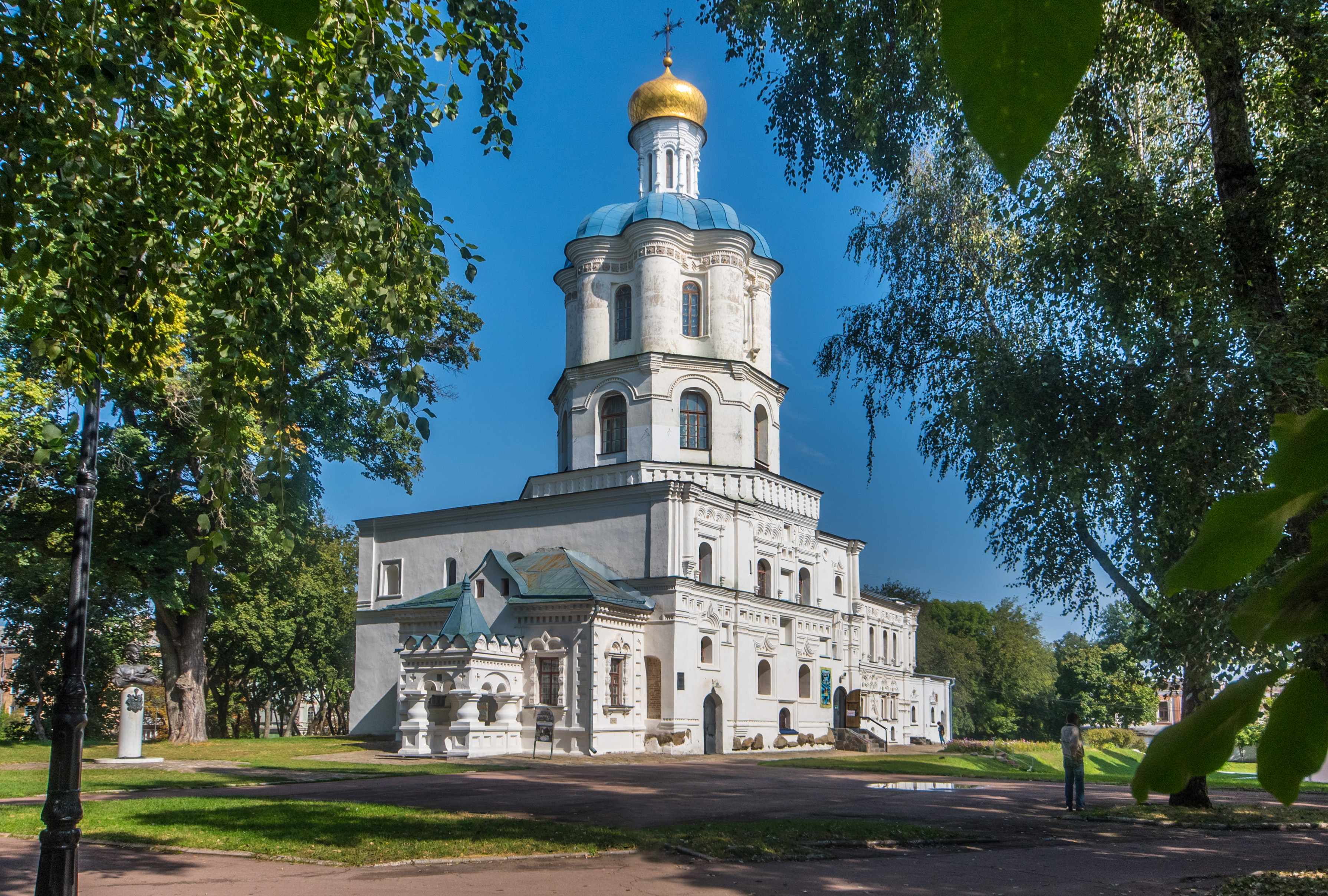
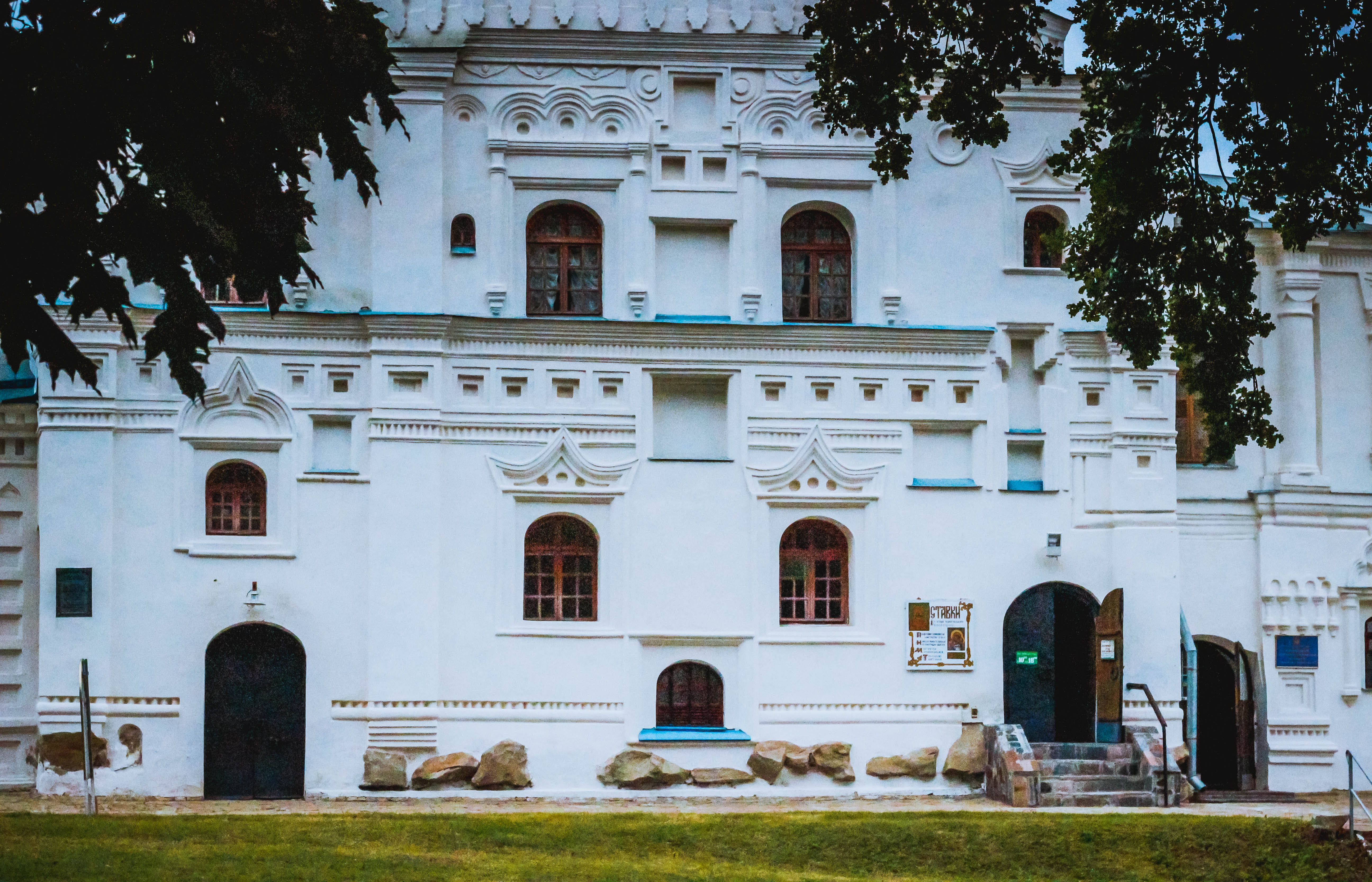
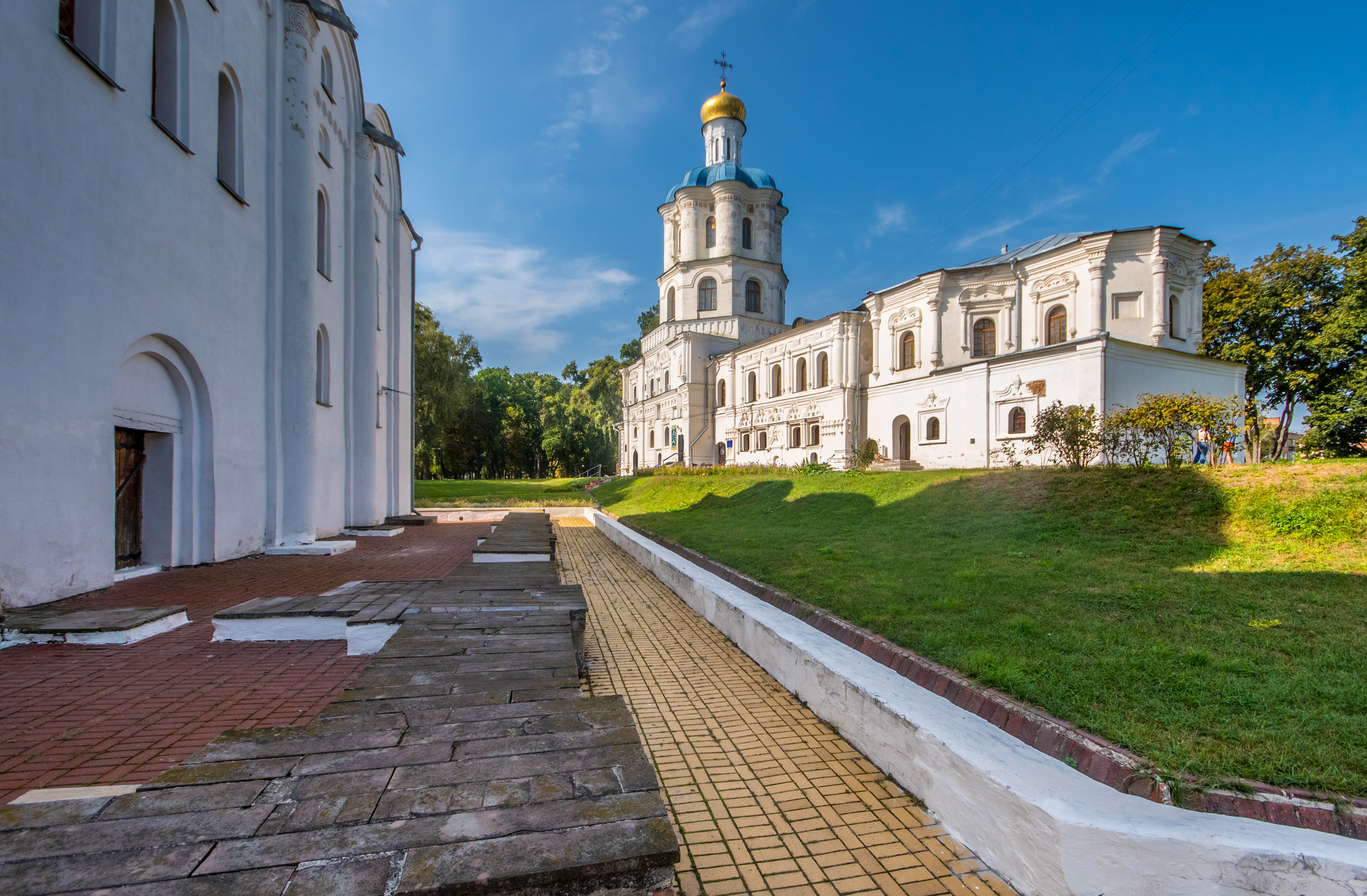